# Psilorhynchus breviminor
Psilorhynchus breviminor är en fiskart som beskrevs av Conway och Richard L. Mayden 2008. Psilorhynchus breviminor ingår i släktet Psilorhynchus och familjen Psilorhynchidae. IUCN kategoriserar arten globalt som otillräckligt studerad. Inga underarter finns listade i Catalogue of Life.